# Seznam medailistů na mistrovství Evropy v biatlonu – štafeta mužů
Seznam medailisů na mistrovství Evropy v biatlonu v štafetě mužů představuje chronologický přehled stupňů vítězů ve štafetě mužů na 4x7,5 km na mistrovství Evropy konaného pravidelně od roku 1994.
Štafeta mužů byla na evropský šampionát zařazen poprvé v roce 1994. 
| Rok                       | Zlato             | Stříbro           | Bronz             |
| ------------------------- | ----------------- | ----------------- | ----------------- |
| 1994 Kontiolahti          | Rusko             | Polsko            | Bělorusko         |
| 1995 Le Grand-Bornand     | Bělorusko         | Německo           | Ukrajina          |
| 1996 Ridnaun              | Rusko             | Bělorusko         | Německo           |
| 1997 Windischgarsten      | Německo           | Rusko             | Norsko            |
| 1998 Minsk                | Německo           | Norsko            | Bělorusko         |
| 1999 Iževsk               | Německo           | Rusko             | Bělorusko         |
| 2000 Zakopané             | Německo           | Polsko            | Rusko             |
| 2001 Haute Maurienne      | Německo           | Polsko            | Itálie            |
| 2002 Kontiolahti          | Německo           | Ukrajina          | Lotyšsko          |
| 2003 Forni Avoltri        | Německo           | Rusko             | Bělorusko         |
| 2004 Minsk                | Německo           | Norsko            | Polsko            |
| 2005 Novosibirsk          | Rusko             | Ukrajina          | Německo           |
| 2006 Langdorf-Arberse     | Bělorusko         | Ukrajina          | Norsko            |
| 2007 Bansko               | Německo           | Norsko            | Bělorusko         |
| 2008 Nové Město           | Rusko             | Norsko            | Česko             |
| 2009 Ufa                  | Norsko            | Německo           | Rusko             |
| 2010 Otepää               | Německo           | Rusko             | Francie           |
| 2011 Ridnaun              | Německo           | Rusko             | Bělorusko         |
| 2012 Osrblie              | Německo           | Norsko            | Rusko             |
| 2013 Bansko               | nebyl na programu | nebyl na programu | nebyl na programu |
| 2014 Nové Město na Moravě | Rakousko          | Norsko            | Německo           |
| 2015 Otepää               | Rusko             | Ukrajina          | Norsko            |
| 2016 Ťumeň                | nebyl na programu | nebyl na programu | nebyl na programu |
| 2025 Martell              | Norsko            | Německo           | Francie           |